# الکس اسمیت (بازیکن فوتبال، زاده ۱۹۳۹)
الکس اسمیت (انگلیسی: Alex Smith؛ زادهٔ ۲۵ دسامبر ۱۹۳۹) بازیکن فوتبال اهل بریتانیا است.
از باشگاه‌هایی که در آن بازی کرده‌است می‌توان به باشگاه فوتبال کیلمارنوک اشاره کرد.